# Patrick Stiller

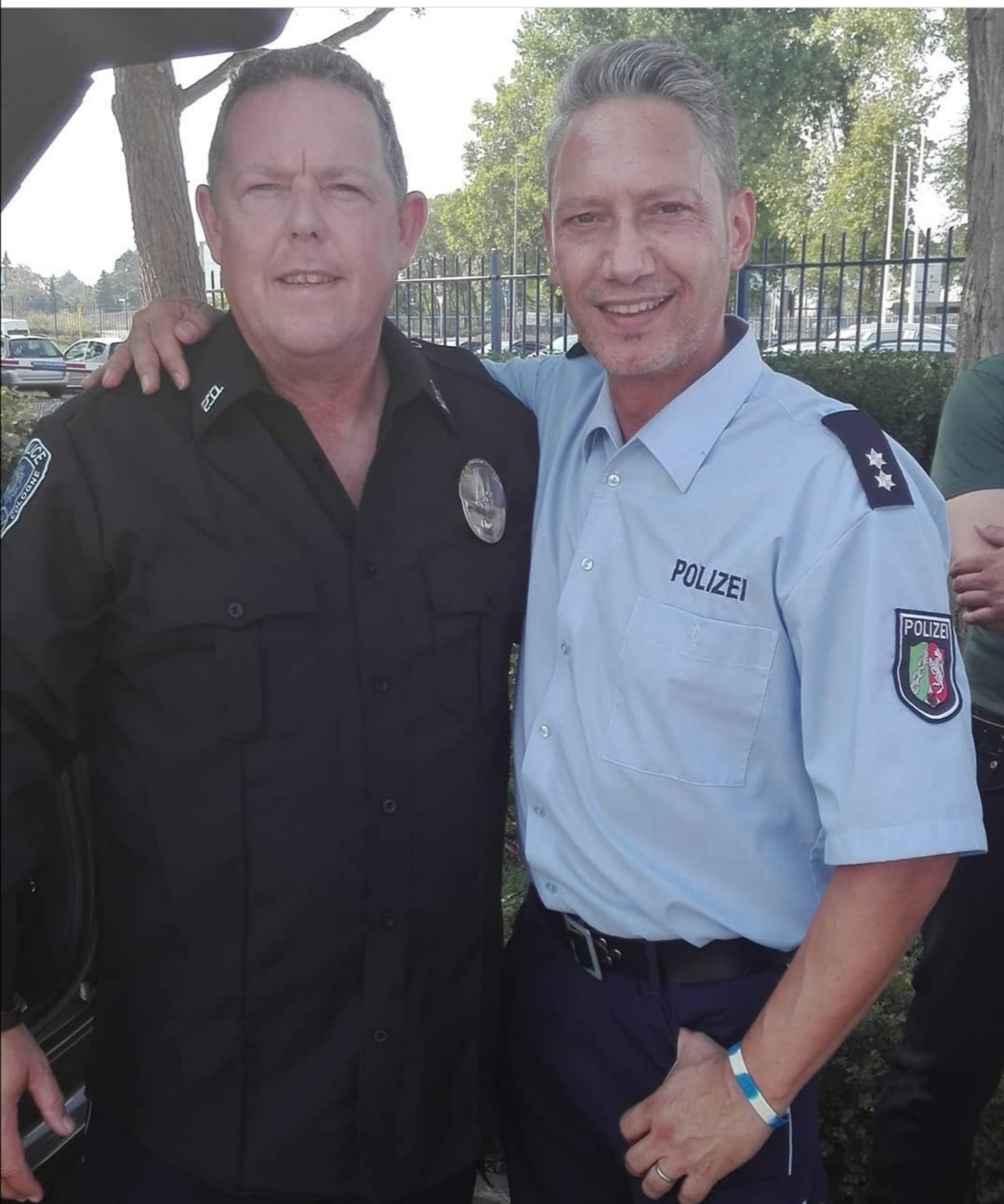
Patrick Stiller (rechts im Bild), 2018

Patrick Stiller (* 22. Juni 1969 in Duisburg) ist der Künstlername eines deutschen Fernsehpolizisten mit italienischen Wurzeln.

## Leben und Wirken

### Bürgerliches Leben
Im bürgerlichen Leben ist Patrick Stiller seit 1987 als Polizeibeamter tätig. Seine Ausbildung bei der Polizei begann er 1987 in Bonn. Zuvor hatte er in Duisburg eine Ausbildung als Verfahrensmechaniker bei Thyssen (heute Thyssen Krupp) angefangen. Diese brach er aber nach einigen Monaten ab. Nach Beendigung der polizeilichen Ausbildung hatte er mehrere Verwendungen innerhalb der Polizei u.a in einer Einsatzhundertschaft und beim Objektschutz in der damaligen Hauptstadt Bonn. Für einige Jahre lebte er aus beruflichen Gründen im oberbayerischen Aschau im Chiemgau. Er spricht neben Deutsch auch die italienische Sprache und ist Hobbykoch. Er lebte in Nordrhein-Westfalen und Bremen. Mittlerweile hat er seinen Wohnort nach Schleswig-Holstein verlegt und wohnt in der Nähe von Kiel. Er ist verheiratet und hat Kinder.

### Filmografie
Seine Schauspielerlaufbahn unter dem Künstlernamen Patrick Stiller begann er in der RTL-Serie Cobra 11. Anschließend war er einer der Hauptakteure (Festcast) beim Format Der Blaulicht Report, ebenfalls bei RTL. Er ermittelte u. a. mit Martin Hintzen, Julian Zimmling, Jan Hagmeier und Nico Kovac. Dort spielte er bis zur Einstellung des Formats im Jahre 12/2017 den Polizeioberkommissar (POK) Patrick Stiller.
Danach wechselte er zum Sender SAT 1, wo er bei Auf Streife – Die Spezialisten als Polizeibeamter zu sehen ist. Er spielte außerdem in zahlreichen anderen Fernsehformaten mit, z. B. Tatort, Köln 50667, Verdachtsfälle, SOKO Köln, Professor T, Verstehen Sie Spaß?, Helen Dorn, Rentnercops, Einstein (mit Tom Beck) und Klinik am Südring.